# باغ (باتاوة)
باغ (بالفارسية: باگ) هي قرية تقع في إيران في قسم باتاوة الريفي. يقدر عدد سكانها بـ 771 نسمة بحسب إحصاء 2016.